# Borjabad
Borjabad és un municipi espanyol ubicat a la província de Sòria, dins la comunitat autònoma de Castella i Lleó.

## Població
| Evolució 1900 - 2021 | Evolució 1900 - 2021 | Evolució 1900 - 2021 | Evolució 1900 - 2021 | Evolució 1900 - 2021 | Evolució 1900 - 2021 | Evolució 1900 - 2021 | Evolució 1900 - 2021 |      |
| -------------------- | -------------------- | -------------------- | -------------------- | -------------------- | -------------------- | -------------------- | -------------------- | ---- |
| Any                  | 1900                 | 1920                 | 1940                 | 1960                 | 1981                 | 2000                 | 2004                 | 2021 |
| Total hab.           | 236                  | 215                  | 217                  | 225                  | 88                   | 61                   | 56                   | 33   |